# 카루지주

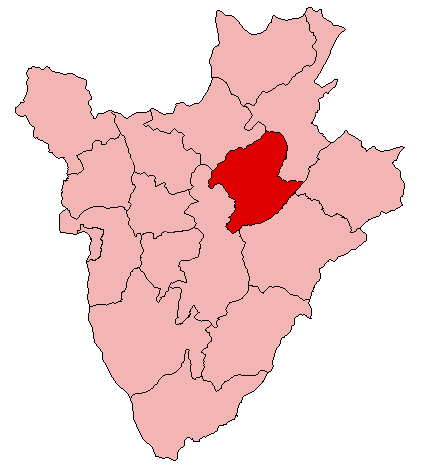
카루지 주의 위치

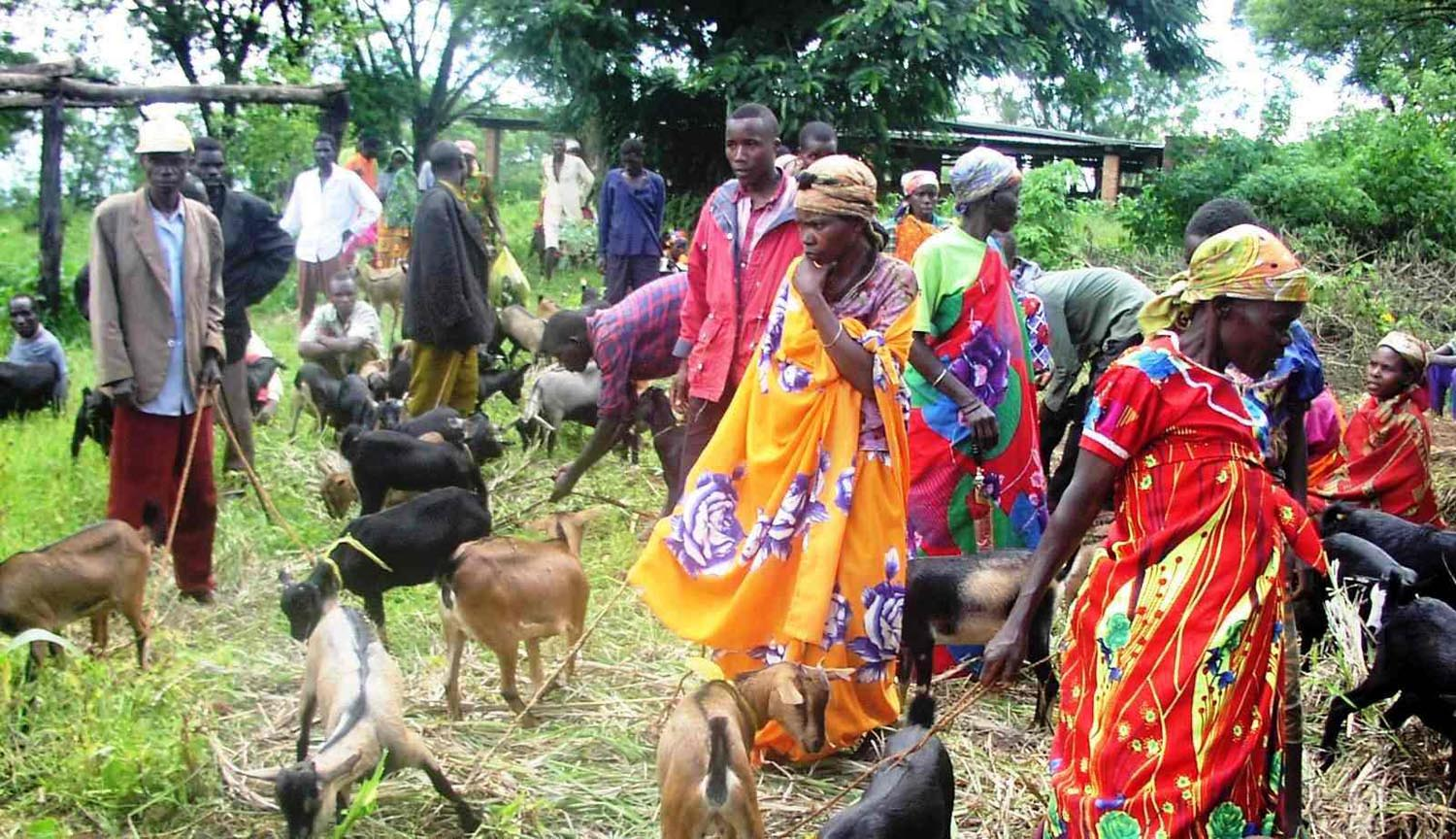
카루지 주의 농민들과 염소들

카루지주(Karuzi)는 부룬디 중북부에 위치한 주로, 주도는 카루지이며 면적은 1,457km2, 인구는 384,187명(1999년 기준)이다. 북동쪽으로는 무잉가 주, 동쪽으로는 캉쿠조 주, 남동쪽으로는 루이기 주, 서쪽으로는 기테가 주, 북서쪽으로는 응고지 주와 접하며 7개 코뮌(부게뉴지, 부히가, 기호가지, 기타라무카, 무툼바, 냐비케레, 숌보)을 관할한다.